# Yordanis Borrero
Yordanis Borrero Lamuth (ur. 3 stycznia 1978 w Hawanie) – kubański sztangista, brązowy medalista igrzysk olimpijskich i dwukrotny medalista igrzysk panamerykańskich.

## Kariera
Swój pierwszy medal na arenie międzynarodowej wywalczył podczas igrzysk panamerykańskich w Santo Domingo w 2003 roku, gdzie zwyciężył w wadze lekkiej. Wynik ten powtórzył na rozgrywanych cztery lata później igrzyskach panamerykańskich Rio de Janeiro. Ponadto na igrzyskach olimpijskich w Pekinie w 2008 roku wywalczył brązowy medal w tej samej kategorii wagowej. W zawodach tych wyprzedzili go jedynie Chińczyk Liao Hui oraz Francuz Vencelas Dabaya. Pierwotnie Borrero zajął czwarte miejsce, jednak w 2016 roku zdyskwalifikowano Ormianina Tigrana Martirosjana i przyznano brązowy medal Kubańczykowi. Był to jego jedyny start olimpijski.